# Olympische Jugend-Sommerspiele 2014/Teilnehmer (Honduras)
| Gelbes Symbol für Goldmedaillen mit stilisierten Olympischen Ringen | Graues Symbol für Silbermedaillen mit stilisierten Olympischen Ringen | Braundes Symbol für Bronzemedaillen mit stilisierten Olympischen Ringen |
| ------------------------------------------------------------------- | --------------------------------------------------------------------- | ----------------------------------------------------------------------- |
| —                                                                   | —                                                                     | —                                                                       |

Die Jugend-Olympiamannschaft aus Honduras für die II. Olympischen Jugend-Sommerspiele vom 16. bis 28. August 2014 in Nanjing (Volksrepublik China) bestand aus 21 Athleten.

## Athleten nach Sportarten

### Fußball
Jungen
- 5. Platz
- Elin Agurcia
- Denilson Almendarez
- Joel Banegas
- Paolo Belloni
- José Caballero
- Wesly Decas
- Darwin Diego
- Anderson Flores
- Álex Laureano
- Allan Martínez
- Kevin Paz
- Óscar Reyes
- Ojeyel Ruiz
- Mikel Santos
- Dayron Suazo
- Javier Umaña
- Jairo Umanzor
- José Vásquez

### Ringen
Jungen
- Carlos Rivera
Freistil bis 76 kg: 7. Platz

### Schwimmen
| Mädchen - Julimar Ávila 100 m Freistil: 31. Platz 200 m Schmetterling: 25. Platz | Jungen - Jesús Flores 50 m Brust: 26. Platz 100 m Brust: 28. Platz |